# اريكا ميوشي
اريكا ميوشي (باليابانية: 三好絵梨香) (و. 1984 – م) هي مغنية، وممثلة، من اليابان، ولدت في سابورو.

## وصلات خارجية
- اريكا ميوشي على موقع IMDb (الإنجليزية)
- اريكا ميوشي على موقع ميوزك برينز (الإنجليزية)
- اريكا ميوشي على موقع ديسكوغز (الإنجليزية)
- اريكا ميوشي على موقع قاعدة بيانات الفيلم (الإنجليزية)